# كريس (كرواتيا)
كريس هي مدينة من مدن كرواتيا. يبلغ عدد سكانها 2959 نسمة وذلك حسب إحصائيات سنة 2001. يبلغ ارتفاع المدينة عن سطح البحر قرابة 0 متر.

## أعلام
- فرانسيسكوس باتريكيوس